# جون كارد
جون كارد هو طبال كندي، ولد في 11 ديسمبر 1960 في تسفايبروكن في ألمانيا.

## وصلات خارجية
- جون كارد على موقع ميوزك برينز (الإنجليزية)
- جون كارد على موقع ديسكوغز (الإنجليزية)